# Aedes brygooi
Aedes brygooi är en tvåvingeart som beskrevs av Jacques Brunhes 1971. Aedes brygooi ingår i släktet Aedes och familjen stickmyggor.
Artens utbredningsområde är Madagaskar. Inga underarter finns listade i Catalogue of Life.